# Planície de Bascale
A planície de Bascale (em turco: Başkale ovası; em armênio: Բաշկալայի հարթավայր; romaniz.: Baškalayi hart’avayr), também chamada de planalto de Bascale (Başkale yayla) ou planalto de Albaque (Աղբակի սարահարթ, Ałbaki sarahart’) e vale de Bascale (Başkale vedi; Բաշկալայի գոգհովիտ, Baškalayi goghovit), é um planalto (vale) no planalto Armênio, a leste do lago de Vã, no curso superior do Grande Zabe. Tem cerca de 33 quilômetros de comprimento (do oeste a nordeste) e 10 quilômetros de largura. É delimitado a oeste pelas montanhas Cholaquedal, a leste pelas montanhas do Curdistão, e a sul pelas montanhas Jilodal.